# Kanton Chinon
Kanton Chinon (francouzsky Canton de Chinon) je francouzský kanton v departementu Indre-et-Loire v regionu Centre-Val de Loire. Tvoří ho 15 obcí.

## Obce kantonu
- Avoine
- Beaumont-en-Véron
- Candes-Saint-Martin
- Chinon
- Cinais
- Couziers
- Huismes
- Lerné
- Marçay
- Rivière
- La Roche-Clermault
- Saint-Germain-sur-Vienne
- Savigny-en-Véron
- Seuilly
- Thizay